# Miroslav Kadlec
Miroslav Kadlec (ur. 22 czerwca 1964 w Uherské Hradiště), czeski piłkarz grający na pozycji obrońcy.
Grał dla Czechosłowacji, a później dla Czech. Łącznie wziął udział w 64 występach reprezentacji kraju i strzelił 2 gole.